# Shin'ichi Hisamatsu
Shin'ichi Hisamatsu (久松 真一, Hisamatsu Shin'ichi), 5 juin 1889 – 27 février 1980, est un philosophe, écrivain du bouddhisme zen et maître de la cérémonie du thé japonaise (sadō ou chadō, 茶道, « la voie du thé »). Professeur à l'université de Kyoto, il est titulaire du titre de docteur honoraire de l'université Harvard.

## Biographie
Shin'ichi Hisamatsu naît en 1889 dans la préfecture de Gifu. Il entre à l'université de Kyoto en 1912 où
il étudie la philosophie auprès de Kitarō Nishida, plus important philosophe japonais de l'époque et auteur de An Inquiry into the Good. Muni d'une recommandation de Nishida, Shinichi Hisamatsu rejoint le monastère du bouddhisme de l'école rinzai au Myōshin-ji à Kyoto en 1915 où il étudie cette école du bouddhisme auprès du maître zen Shosan Ikegami. Après une vie monastique au Myōshin-ji, il établit sa vue philosophique originale qui consiste en un mélange de philosophie orientale (principalement, le bouddhisme zen) et de philosophie occidentale. Peu de temps après, Hisamatsu reçoit un diplôme de docteur de l'université de Kyoto.
Entre 1943 et 1949, il enseigne la philosophie et les études religieuses à l'Université de Kyoto. À Kyoto, le Dr. Hisamatsu discute fréquemment du bouddhisme et de la philosophie zen avec Daisetz Teitaro Suzuki au Shunkō-in. Shin'ichi Hisamatsu est le maître de Masao Abe.
Shin'ichi Hisamatsu est le fondateur de la FAS Society dont l'origine, la Gakudō Dōjō, est établie par des étudiants de l'université de Kyoto sous la direction du Dr. Hisamatsu. En 1960, la Gakudō Dōjō est renommée la FAS Society pour ses activités à l'international. Le but de cette société est de diffuser le point de vue fondamental de l'auto-prise de conscience de toute l'humanité.

## Source de la traduction
- (en) Cet article est partiellement ou en totalité issu de l’article de Wikipédia en anglais intitulé « Shin'ichi Hisamatsu » (voir la liste des auteurs).